# セオドア・マシスン
セオドア・マシスン（Theodore Mathieson、1913年3月22日 - 1995年4月6日）は、アメリカの推理作家。歴史上の偉人が人生で一度だけ、名探偵として推理する連作短編の作者として知られる。

## 経歴
カリフォルニア州サンフランシスコ出身。カリフォルニア大学バークレイ校を卒業後、高校で国語やジャーナリズム、演劇などを教えていた。1958年に短編「名探偵クック艦長」で作家デビュー。以後、歴史上の著名な人物を主人公とする短編を発表し、これらの短編を集めた短編集「名探偵群像」をニューヨークのサイモン・アンド・シャスター社より刊行。その後もシリーズは書き続けられている。

## 主な著作

### 連作短編集
- The Great "Detectives" (1960年)　処女作「名探偵クック艦長」を含む10作を収録した短編集。『名探偵群像』[3]

### 短編
- Alexandre Dumas, Detective (1960年)　『名探偵アレクサンドル・デュマ』
- F. Scott Fitzgerald Murder Case (1960年)　『名探偵フィッツジェラルド』[4]
- Galileo Galilei, Detective (1961年)　『名探偵ガリレオ』[5]

### 長編
- The Devil and Ben Franklin (1961年)　名探偵群像シリーズの長編。『悪魔とベン・フランクリン』[6]
- The Door to Nowhere (1963年)　ノンシリーズ長編。『どこにも行けないドア』